# Baudina Stinstra
Baudina Stinstra (Harlingen, 26 april 1739 – aldaar, 13 augustus 1821) was een Friese amateurtekenares die tekende uit liefhebberij. Van Baudina Stinstra zijn vijf tekeningen bewaard gebleven die in het bezit zijn van het Stadsarchief van Amsterdam. De tekeningen komen uit de tekeningenverzameling van kunstverzamelaar Christiaan Pieter van Eeghen.

## Levensloop
Baudina Stinstra werd op 26 april 1739 geboren in Harlingen, waar ze tot haar dood in 1821 zou blijven wonen. Ze was het tweede kind in een reeks van zes van Gooitjen Stinstra (1703 – 1764) en zijn vrouw Anna Mouter (1711 – 1782),  een rijke koopmansdochter. Ook Baudina’s vader, arts van beroep, kwam uit een welvarende, doopsgezinde koopmansfamilie.
Er is weinig bekend over de jeugd van Baudina Stinstra, die opgroeide aan het Noordijs te Harlingen samen met haar ouderlijke gezin. Of zij schilderlessen en/of tekenlessen heeft gekregen is ook niet bekend, maar het is zeer waarschijnlijk dat dit wel is gebeurd. In het milieu waaruit Baudina Stinstra kwam, de welgestelde doopsgezinde gemeenschap van Harlingen, speelden kunst en ook literatuur een belangrijke rol. Dit ging zeker ook op voor de familie Stinstra, waarbinnen meerdere boeken- en kunstverzamelaars te vinden waren.
Zo verzamelde de vader van Baudina Stinstra boeken en bezat haar broer Simon een schilderijencollectie. Voor Baudina’s gefortuneerde neef Gooitjen Stinstra (de zoon van Baudina’s broer Simon) was het verzamelen van schilderijen een grote passie. Van hem is bekend dat hij lid was van de Amsterdamse tekenacademie, dat hij oude Hollandse meesters kocht en eigenaar was van de woning die de bekende schilders en kunsthandelaren Henricus Baur en zoon Nicolaas Baur huurden. Het is deze Henricus Baur die in 1768 een portret schilderde van Baudina Stinstra en van haar zus Catharina. Baudina Stinstra bewoog zich in een kunstminnende en kunstzinnige kring.
Toen Baudina Stinstra 30 jaar oud was, trouwde ze in 1769 met Jelle Wildschut (1741 – 1814). Haar echtgenoot, een welgestelde Harlings zeehandelaar en koopman, behoorde tot dezelfde sociale kring als Baudina Stinstra. Het echtpaar bleef kinderloos. Ook na haar huwelijk bleef Baudina Stinstra tekenen. Dit bewijst de krijttekening De kerk van Oldeberkoop die ze in 1776 maakte en die ze signeerde met Baudina Wildschut. Deze tekening is een kopie van een tekening die Cornelis Pronk in 1732 maakte van dezelfde Bonifatiuskerk te Oldeberkoop. Op 82-jarige leeftijd overleed Baudina Stinstra in haar geboortestad Harlingen.

## Werken
Via de collectie van Van Eeghen zijn vijf tekeningen van Baudina Stinstra bewaard gebleven. De Van Eeghen collectie en ook het werk van Baudina Stinstra bevinden zich in het Stadsarchief van de gemeente Amsterdam. Haar tekeningen zijn vrij nauwkeurige kopieën van andere bestaande prenten en tekeningen. Iets wat in de tijd waarin Stinstra leefde niet ongebruikelijk was voor zowel broodschilders als voor amateurschilders – en tekenaars.
Haar twee vroegst bekende tekeningen komen uit het jaar 1764. Beide tekeningen zijn vrij exacte kopieën van prenten uit de serie De Twaalf Maanden des Jaars van Frederik Bloemaert, die de prenten heeft gemaakt naar de tekeningen van zijn vader Abraham Bloemaert. De tekeningen van Stinstra heten De maand april en De maand mei.
In 1767 tekende Baudina Stinstra twee tekeningen naar het voorbeeld van Jacob van Ruisdael. De Jachthaven bij de Blauwbrug en De jachthaven en de Blauwbrug gezien naar de stad, beide taferelen van de stad Amsterdam.
In 1776 maakt de tekenares de tekening De kerk van Oldeberkoop naar een tekening die Cornelis Pronk in 1732 van de Bonifatiuskerk te Oldeberkoop maakte. Dit werk signeerde Stinstra met ‘Baudina Wildschut’, want inmiddels was ze 7 jaar met Jelle Wildschut getrouwd.

## Secundaire literatuur
- Bakker, B., E. Fleurbaay, A.W. Gerlach, De verzameling Van Eeghen. Amsterdamse tekeningen 1600 – 1950 (Zwolle 1988)
- Beeldbank Stadsarchief Amsterdam (geraadpleegd op 1 maart 2021)
- "Baudina Stinstra" in het Digitaal Vrouwenlexicon van Nederland (laatst gewijzigd april 2014)
- Kloek, E., C. Peters Sprengers, E. Tobé, Vrouwen en kunst in de Republiek. Een overzicht (Hilversum 1998)
- Harder, de, M., “’Onbeholpen kopieën als tijdverdrijf’. De Friese kunstenares Baudina Stinstra (1739 – 1821)”, De vrije Fries 85 (2005) 160 - 177
- Kuiper, Y., “Een echte Rembrandt in Harlingen?”, Fryslân 1:1 (1995) 13 – 16